# Nematobrachion
Nematobrachion – rodzaj szczętek z rodziny Euphausiidae obejmujący trzy gatunki, które są częścią zooplanktonu. 
Nazwa Nematobrachion pochodzi od rzeczownika z greki klasycznej nēma i łacińskiego rzeczownika brachium  i oznacza nitkowate ramiona, odnóża. 
Rodzaj różni się od innych rodzajów szczętek kilkoma morfologicznymi cechami, np. wyglądem narządów rozrodczych samic (thelycum).
Gatunki:
- Nematobrachion boopis (Calman, 1896)
- Nematobrachion flexipes (Ortmann, 1893)
- Nematobrachion sexspinosus Hansen, 1911